# 放學後的機智偵探社
放學後的機智偵探社，是由知念實希人所撰寫的に日本兒童文学。第1巻「金魚入侵游泳池事件」於2023年6月26日由ライツ社出版。
第1巻出版後決定系列化、第2巻「雪地麥田圈事件」於2023年10月28日出版、第3巻「動く亀の銅像事件」在2024年2月21日發行、第4巻「密室のウサギ小屋事件」於2024年6月21日出版、第5巻「龍の住む池事件」於2024年10月31日出版、第6巻「教室のとうめい人間事件」於2025年3月18日出版。

## 概述
主角是一位小學四年級學生，這是一部老少咸宜的正宗推理小說。所有漢字均附有注音，方便孩子自行閱讀。。本書以起伏的劇情為特色，讓讀者能夠體驗推理小說和解謎的樂趣，旨在幫助孩子們發現閱讀的樂趣。。
2024 年，第一冊成為首部獲得本屋大賞提名的兒童讀物。。

## 登場角色

### 主要人物
柚木陸（ゆずき りく）
本作男主角。正在向祖父學習合氣道。
辻堂天馬（つじどう てんま）
去年從英國轉進來的學生。喜歡讀大人向的推理小説。放學後與假日，總是帶著一頂茶色的獵鹿帽。來自單親家庭，母親在晚上前不會回家。
神山美鈴（かみやま みすず）
從幼稚園開始隸屬於體操俱樂部的運動萬能女孩。與柚木陸是鄰居跟青梅竹馬的關係。
真理子老師（まりこ せんせい）
4年1班的班導師。

## 外部連結
- 放課後ミステリクラブ特設サイト|ライツ社